# Johanneskirche (Innsbruck)

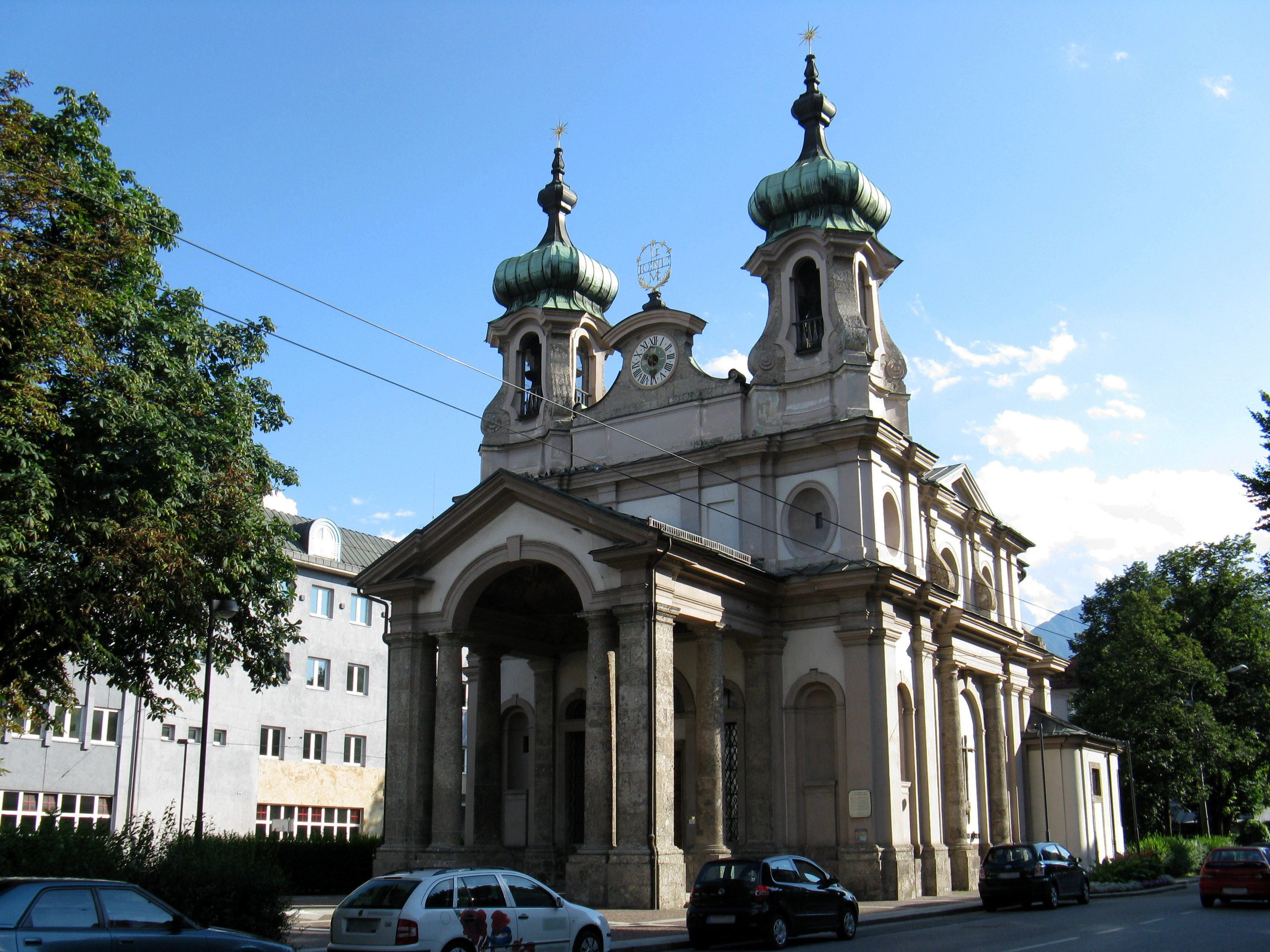
Johanneskirche

Die römisch-katholische Johanneskirche (Johann-Nepomuk-Kirche) steht am Innsbrucker Innrain.

## Geschichte
Auf Betreiben des Hofbauschreibers Josef Hyazinth Dörflinger wurde hier 1721 eine Kapelle und an ihrer Stelle im Jahre 1729 die bestehende Barockkirche erbaut, zu Ehren des hl. Johann von Nepomuk im Jahr seiner Heiligsprechung begonnen. Der Name der Kirche wurde in früheren Jahrzehnten auch Johanniskirche geschrieben (in der Genitivform mit i).
Die Vorhalle stammt aus dem Jahr 1750, die Deckengemälde der Kirche schuf Josef Schöpf 1794.
Der hochbarocke Bau, nach italienischen Vorbildern errichtet, geht auf Georg Anton Gumpp zurück und bildete lange Zeit den westlichen Abschluss des Innrain.
Die Johanneskirche diente verschiedenen seelsorgerischen Zwecken und wurde auch von Ordensgemeinschaften betreut. So wirkten an ihr die Redemptoristen, bis ihr eigener Klosterbau in der Maximilianstraße fertiggestellt wurde. Ihre Nachfolge trat ein Priorat der Benediktiner an. Nach dem Zweiten Weltkrieg wurde die Kirche eine unabhängige Expositur, bis sie 1993 Heimat der Universitätspfarre wurde.

## Ausstattung

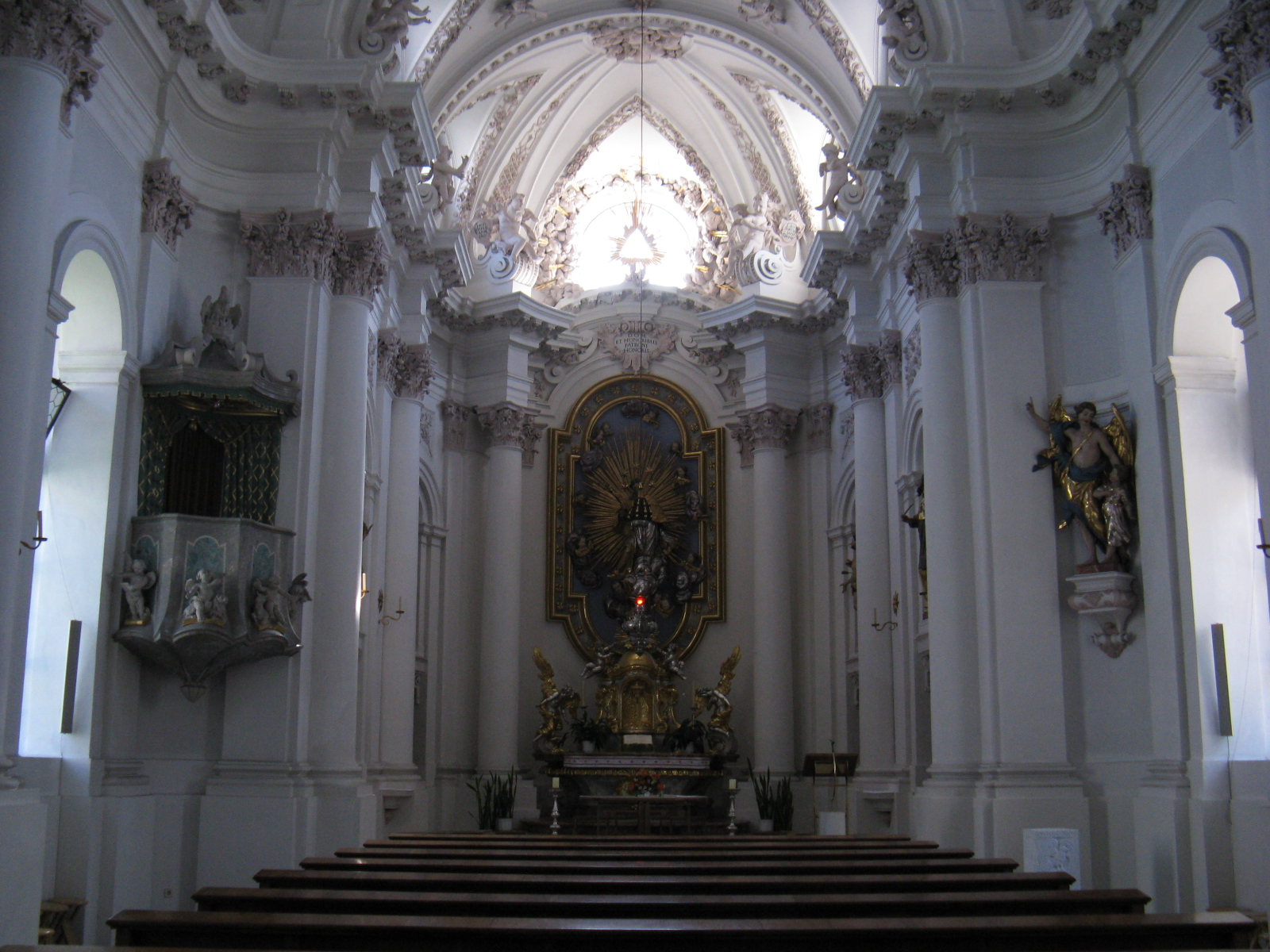
Altarraum
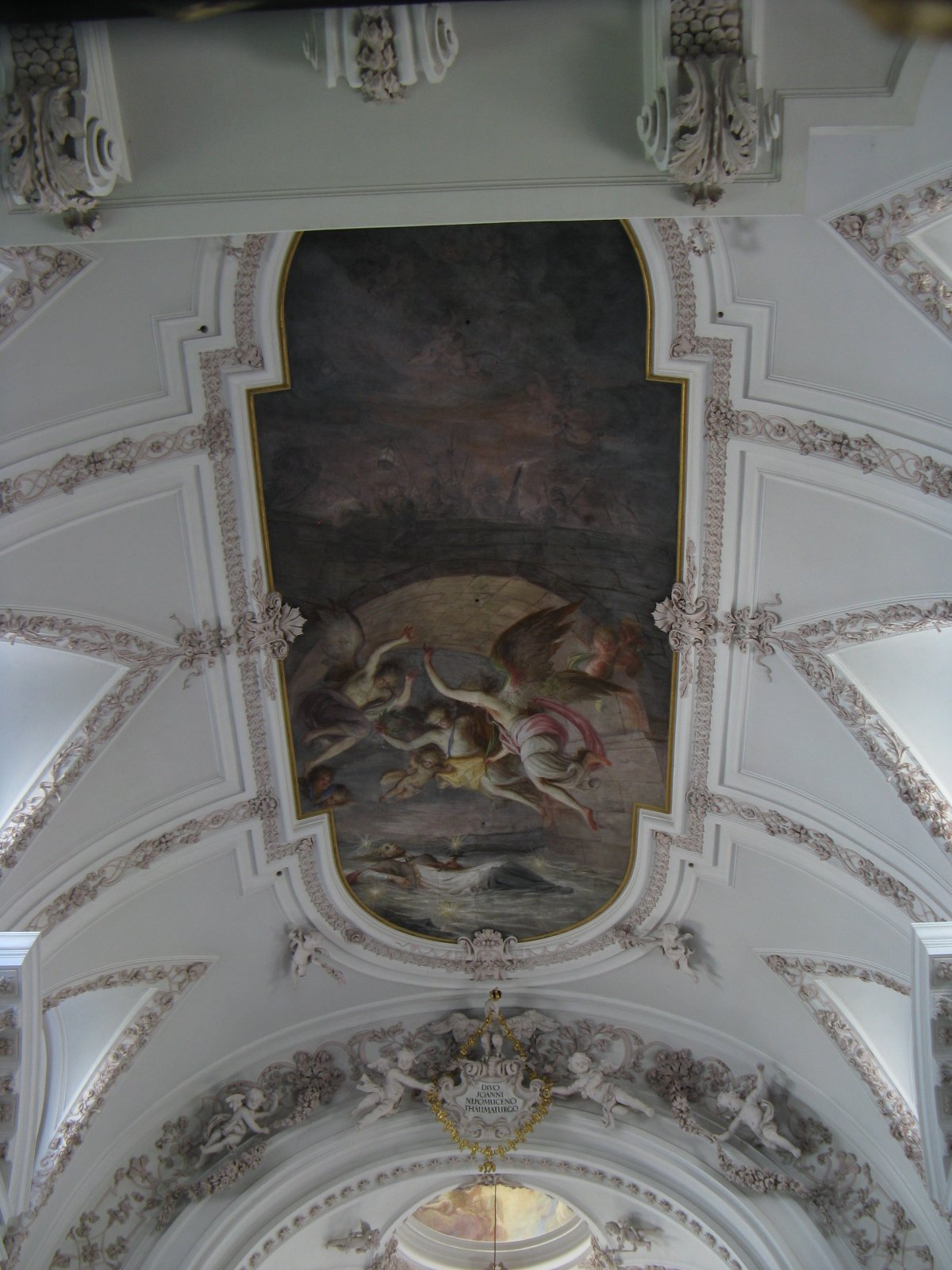
Deckenfresko

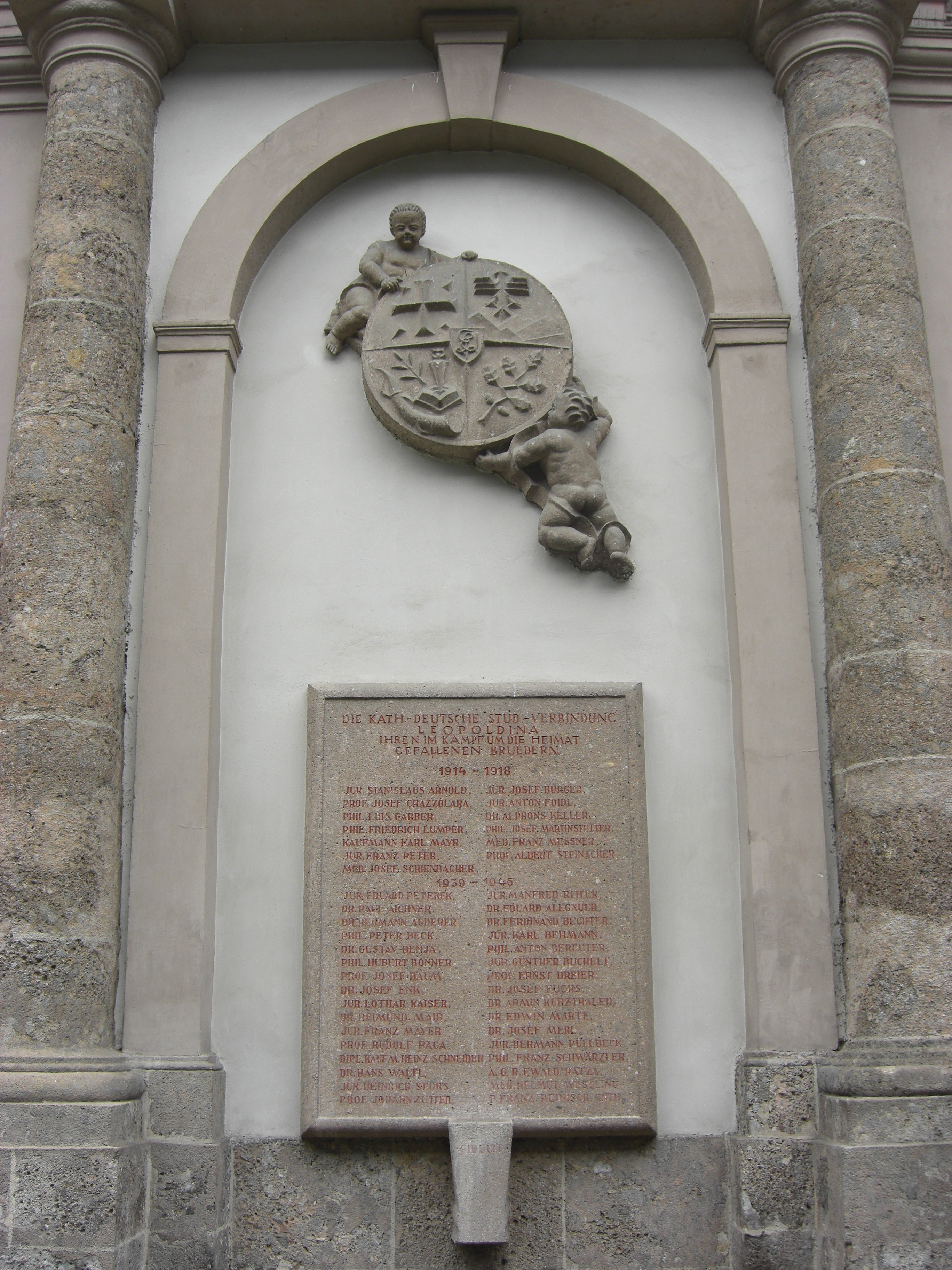

In der Blendnische an der Südseite der Kirche ist eine Gedenktafel für die in den beiden Weltkriegen gefallenen Mitglieder der K.Ö.H.V. Leopoldina Innsbruck. Es wurde in seiner ursprünglichen Form im Frühjahr 1926 für die Gefallenen des Ersten Weltkriegs errichtet und von dem Architekten Fritz Michael Müller gestaltet. Über der Gedenktafel befindet sich das Wappen der Leopoldina, getragen von zwei Putti. Nach dem Zweiten Weltkrieg wurde die Gedenktafel erweitert. Tafel und Wappen sind aus Breccienbeton.